# What Every Woman Knows (film 1934)
What Every Woman Knows è un film del 1934 diretto da Gregory La Cava.

## Trama
La famiglia Wylie teme che la giovane Maggie resti zitella e così i parenti si incaricano di aiutare un giovane, John Shand, negli studi, sperando che alla fine egli la sposi. Anche Maggie, innamorata di lui, lo aiuta, ma questo non basterà perché lui si realizzi professionalmente. Tuttavia sa di dovere molto ai suoi benefattori e per questo dovrebbe sposare Maggie, ma il fascino di una giovane nobile potrebbe distoglierlo dai suoi propositi.

## Distribuzione
Distribuito dalla Metro-Goldwyn-Mayer (MGM) e dalla Loew's, il film uscì nelle sale cinematografiche degli Stati Uniti il 19 ottobre 1934.

## Altre versioni
- What Every Woman Knows film britannico diretto da Fred W. Durrant (1917)
- What Every Woman Knows  diretto da William C. de Mille (1921)
- What Every Woman Knows film TV del 1961